# Saint-Palais-sur-Mer
Saint-Palais-sur-Mer là một xã trong tỉnh Charente-Maritime trong vùng Nouvelle-Aquitaine, tây nam nước Pháp. Xã Saint-Palais-sur-Mer nằm ở khu vực có độ cao trung bình 15 mét trên mực nước biển.